# 达来呼布镇
达来呼布镇是中华人民共和国内蒙古自治区阿拉善盟额济纳旗下辖的一个镇，为额济纳旗政府所在地，蒙语意“大海的深渊”。盛产蜜瓜、棉花。

## 行政区划
达来呼布镇下辖以下村级行政区划单位：
吉日嘎郎图路社区、居延社区、苏泊淖尔社区、土尔扈特社区、赛汉陶来路社区和纳林高勒社区。

## 交通
达来呼布镇距自治区首府呼和浩特市1398公里，距阿拉善盟府所在地巴彦浩特640公里，距甘肃省酒泉市396公里。
省干线公路2条，分别为达（达来呼布镇）酒（酒泉）线（S312）和达（达来呼布镇）银（银川）线（S315 ）。
额济纳旗汽车站位于达来呼布镇，有发往周边的长途汽车。
额济纳旗境内军用鼎新机场，航线为专线，直飞北京，约1600公里。每周3个班次，地方人员也可搭乘前往北京。

## 胡杨林
胡杨林景区在达来呼布镇以东16公里处。全旗现存胡杨林3万公顷，已被列为国家级自然保护区。胡杨素有“生一千年不死，死一千年不倒，倒一千年不朽”的美誉，被视为活的植物化石，列为国家二级保护植物。　